# しぼり焼

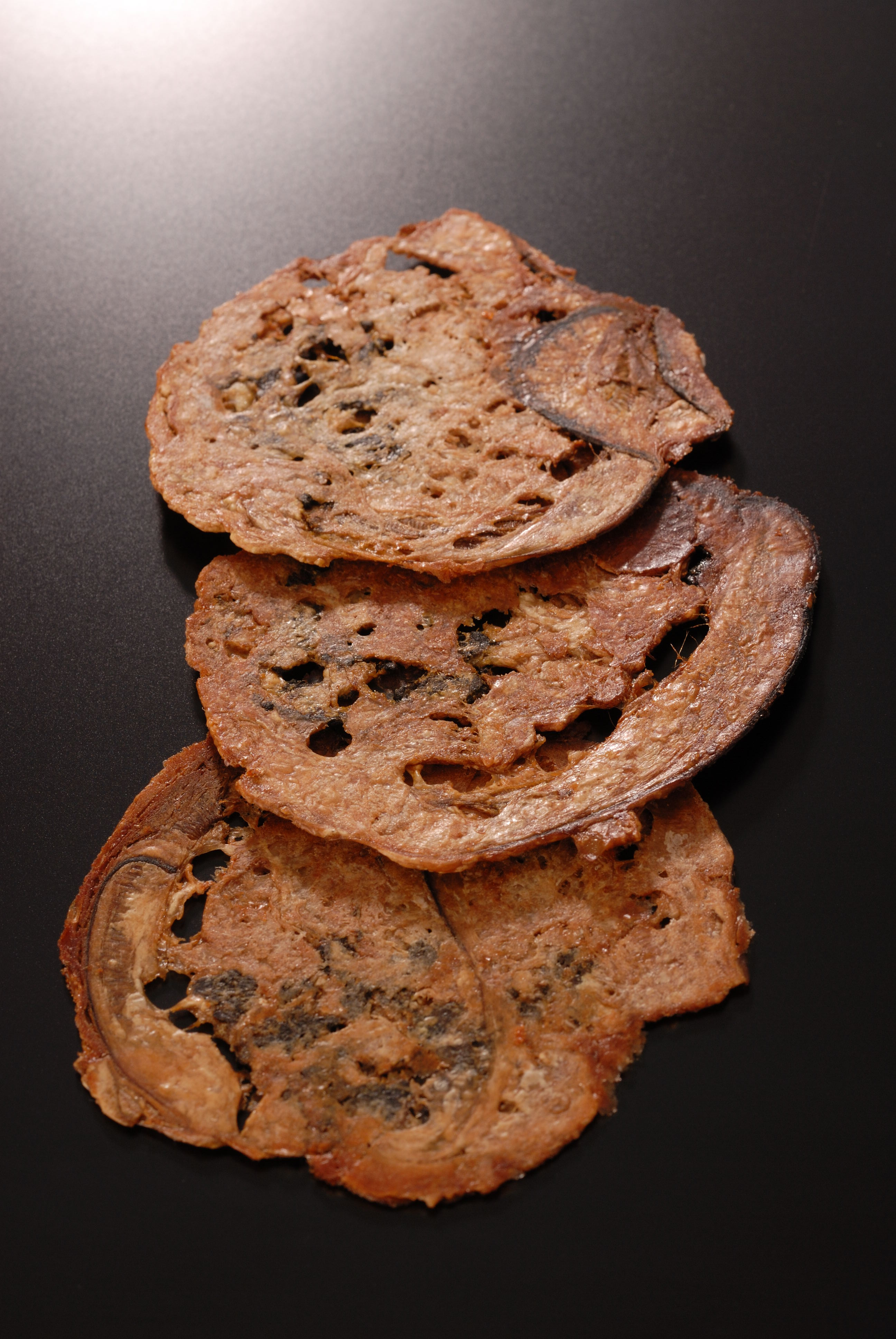
海鮮しぼり焼牡蠣

しぼり焼（しぼりやき）は、広島県広島市中区舟入の製菓業者・巴屋清信によって製造、販売されている煎餅の一種である。
名称「しぼり焼」は、巴屋清信により、「食用油脂、肉製品、加工水産物、お茶漬けのり、ふりかけ」「菓子及びパン」を対象として 商標登録されている。

## 概要
2010年、巴屋清信の4代目は隣町の江波の牡蠣養殖業者山広水産との共同開発で、かきせんべい作りに取り組んだ。試行錯誤の後、つなぎの小麦粉等を使用せず煎餅に焼きあげる独自製法『しぼり焼』を考案した。現在は牡蠣以外に広島の海で獲れる魚介類を焼きあげた商品も販売されている
2013年1月、海鮮しぼり焼きシリーズを発売。
（しらす・でびら・さより・たこ）
2014年4月、浄土真宗本願寺派の本願寺広島別院（広島市中区寺町）が毎朝のお勤めで仏前に供える米、お仏飯を『しぼり焼』にした「みほとけせんべい」の製造を始めた。

## 受賞
- 2013年3月、広島市より広島の特産品としてしぼり焼シリーズの「海鮮しぼり焼牡蠣」が『ザ・広島ブランド 味わいの一品』に認定[2]。
- 2013年に広島市で開催された第26回全国菓子大博覧会において、しぼり焼シリーズの「海鮮しぼり焼牡蠣」が最高位の名誉総裁賞（芸術部門）を受賞。
- 2013年6月、『第13回韓国大邱（テグ）国際食品展 DAFOOD2013 』出展。
- 2013年7月、中国経済産業局地域産業資源活用産業計画に「海鮮しぼり焼牡蠣」等が認定される。
- 2013年10月、観光庁主催『世界にも通用する究極のお土産』で全国747品のお土産の中からノミネート商品115品の一つに認定[3]。
- 2015年1月、瀬戸内を共有する7県（兵庫県・岡山県・広島県・山口県・徳島県・香川県・愛媛県）から構成される瀬戸内ブランド推進連合よりしぼり焼シリーズの「海鮮しぼり焼牡蠣」が『瀬戸内ブランド』に認定。
- 2016年3月、ぐるなび接待の手土産セレクション〜秘書が選んだ至極の逸品〜和菓子部門で特賞を受賞。